# Scapania glaucocephala
Scapania glaucocephala là một loài rêu tản trong họ Scapaniaceae. Loài này được (Taylor) Austin miêu tả khoa học lần đầu tiên năm 1876.